# Lista över inofficiella namn i Ekenäs
Inofficiella namn i Ekenäs i Finland är namn på platser, gator, byggnader och dylikt som är allmänt förekommande i folkmun men inte är officiella. Det finns ett stort antal inofficiella namn i Ekenäs.
Uttalsmarkeringarna i tabellen torde följa standarden som används av SAOL och NE:s ordbok, inte standarden enligt Internationella fonetiska alfabetet.[källa behövs]
| Namn             | Varianter & uttal                                                             | Kommentar | WD                     |
| ---------------- | ----------------------------------------------------------------------------- | --- | ---------------------- |
| Ackermannsgården | Uttal: akkermansgå:rden                                                       | Uppkallad efter gårdens ägare. |                        |
| Alban            | Uttal: alban                                                                  | Namnet är en förkortning av Restaurang Albatross. |                        |
| Bibban           | Uttal: bibban                                                                 | Ekenäs bibliotek(fi) | Q107118001 på Wikidata |
| Bollhallen       | Uttal: bållhalln                                                              | Ekenäs bollhall |                        |
| Brandtornet      | Uttal: brandto:rne                                                            | Ekenäs gamla brandtorn. |                        |
| Broarna          | Varianter: Broarna, Österbybroarna, Ekenäsbroarna Uttal: bro:ana              | Broarna mellan Ekenäs och Österby. |                        |
| Brända tomten    |                                                                               | Tomten bombades under fortsättningskriget och byggnaderna som stod där då brann ner. Husbolaget som äger bostäderna byggda på 60-talet som finns på tomten i dag har namnet Bostads Ab Brända tomten. |                        |
| Draka            | Uttal: draka                                                                  | Namnet Draka används både om stadsdelen Dragsvik och om Nylands brigad som ligger på området. | Q3268054 på Wikidata   |
| Ettan            | Uttal: ettan                                                                  | Nattklubb och restaurang Rock Club N:o One |                        |
| Fagers gård      | Varianter: Fagers gård, Fagerska gården Uttal: fa:gärs gå:rd                  | Gård med anor från 1700-talet |                        |
| Fée              | Uttal: fe:                                                                    | Restaurang Santa Fée. |                        |
| Fix-huset        | Varianter: Fix-huset, Nya stadshuset, Stadshuset                              | I byggnaden fanns fabriken FIX-trikå och namnet FIX stod länge på husväggen. |                        |
| Forstis          | Varianter: Forstis, Skogsskolan Uttal: fåsjtis                                | Byggnad som tidigare inhyste Forstinstitutet |                        |
| Gamla bastun     | Uttal: gamla baston                                                           | Ekenäs gamla stadsbastu. |                        |
| Garnisonen       | Varianter: Garnisonen, Draka, Drakan Uttal: garniso:n                         | Nylands brigad. | Q3268054 på Wikidata   |
| Gåvovillorna     | Uttal: gå:vovillåna                                                           | Villor som gavs som gåva av Sverige till Ekenäs efter kriget. |                        |
| Haka             | Varianter: Haka, Hakarinne Uttal: haka                                        | Hakarinteen koulu(fi), finskspråkigt låg- och högstadium. | Q5410562 på Wikidata   |
| Hiroshima        | Uttal: hiråsji:ma                                                             | Området kring Flyet kallades tidigare för Hiroshima för att det "såg ut som en bomb slagit ner" när området byggdes ut.                                                                               |                        |
| Högis            | Varianter: Högis, Högstadiet Uttal: högis                                     | Ekenäs svenskspråkiga högstadium(fi). | Q11857241 på Wikidata  |
| Kinarestaurangen | Varianter: Kinarestaurangen, Kina, Kinan Uttal: tji:na resstårangen           | Kinesisk restaurang. |                        |
| Kungsen          | Varianter: Kungsen, Gågatan Uttal: kongssen                                   | Gågatan Kungsgatan i centrum av Ekenäs. |                        |
| Lankka           | Uttal: lankka                                                                 | Stadsdelen Langansböle. | Q26254542 på Wikidata  |
| Lilla Shell      | Varianter: Lilla Shell, Mini Schell, Baywatch, Babewatch Uttal: lilla sjell   | Bensinmack och café. Det officiella namnen på cafét är i dag Hamnterassen Baywatch, inspirerat av det inofficiella namnet.                                                                            |                        |
| Mattbryggan      | Varianter: Mattbryggan, Madsenska bryggan, Madséns bryggan Uttal: mattbryggan | Mattbrygga vid Södra viken. |                        |
| Motellet         | Uttal: måtelle                                                                | Motel Marine. |                        |
| Myran            | Varianter: Myran, Lejonparken Uttal: my:ran                                   | Lekpark med en klätterställning som föreställer en myra. |                        |
| Nya vattentornet | Uttal: ny:a vattento:rne, ny:a vatuto:rne                                     | Ekenäs vattentorn. |                        |
| Prisses          | Varianter: Prisses, Priddes                                                   | Gatuköket Prisses hamburgers. |                        |
| Raggarrundan     | Uttal: raggarrondan                                                           | Rutt runt de centrala delarna av Ekenäs, bl.a. längs Strandallén och Gustav Wasas gata. |                        |
| Sandgropen       | Uttal: sandgro:pen                                                            | Området har fått sitt namn från sandgropen som tidigare fanns på platsen. |                        |
| Semi             | Uttal: semi                                                                   | Lågstadiet Seminarieskolan. |                        |
| Simmis           | Uttal: simmis                                                                 | Stallörsparkens siminrättning |                        |
| Sjukis           | Uttal: sjukis                                                                 | I byggnaden fanns tidigare Sjukvårdsskolan. |                        |
| Skeppsbron       | Uttal: sjeppsbro:n                                                            | Brygga. |                        |
| Skitviken        | Uttal: sji:tvi:kin                                                            | Viken Södra viken. Här leddes avloppsvattnet från staden ut förr i tiden. |                        |
| Slottet          | Varianter: Slottet, Herrgården Uttal: slåtte                                  | Stor stenbyggnad som sticker ut bland alla trähus i Gamla staden. |                        |
| Sotku            | Varianter: Sotku, Sode Uttal: såtko                                           | Cafeterian Soldathemmet på Nylands brigad |                        |
| Stallörs         | Varianter: Stallörs, Stallören Uttal: stallörs                                | Stallörsparken |                        |
| Telehuset        | Uttal: telehu:se                                                              | |                        |
| Unccan           | Uttal: onkkan                                                                 | Ekenäs ungdomsgård. |                        |
| Vattentornet     | Varianter: Vattentornet, Gamla vattentornet Uttal: vatnto:rne, vattento:rne   | Ekenäs tidigare vattentorn. Fungerar i dag som bostadshus. |                        |
| Viadukten        | Uttal: viadoktn                                                               | Bro över järnvägen. |                        |
| Vågen            | Uttal: vå:gen                                                                 | Park där kanotklubben Vågens skjul finns. |                        |